# Jack Reinwand
Jack Reinwand – amerykański zapaśnik walczący w stylu wolnym.
Brązowy medalista mistrzostw świata w 1977. Drugi w Pucharze Świata w 1977 i 1979; trzeci w 1978 roku.
Zawodnik University of Wisconsin-Madison, trener.